# Jinenkan
Le Jinenkan (自然舘) est une école de ninjutsu créée en 1996 par sensei Fumio Unsui Manaka et dérivant du Bujinkan de sōke Masaaki Hatsumi.
L'enseignement dispensé au Jinenkan repose sur les ryū ha suivantes :
1. Togakure ryū ninpō, Fumio Manaka, menkyo kaiden.
2. Gyokko ryū Kosshijutsu, Fumio Manaka, menkyo kaiden.
3. Shinden Fudo ryū Dakentaijutsu, Fumio Manaka, menkyo kaiden.
4. Takagi Yōshin ryū Jūtaijutsu, Fumio Manaka, menkyo kaiden.
5. Kukishinden ryū Happo Bikenjutsu, Fumio Manaka, menkyo kaiden.
6. Kotō ryū Koppōjutsu, Fumio Manaka, menkyo kaiden.
7. Jinen ryū Jissen Kobudo, Fumio Manaka, sōke.

## Liens
- (en) Jissen Kobudo Jinenkan - Site officiel (Japon)
- (en) Jinenkan Kounryusui Dojo Belgique
- (en) Jinenkan Ottawa Dojo Canada
- (fr) Jinenkan Issen Dojo France